# Abierto de Gibraltar
El Abierto de Gibraltar es un torneo profesional de snooker disputado por primera vez durante la temporada 2015-16. El torneo se juega en el Estadio de Punta Europa en Gibraltar (Reino Unido).
Forma parte del Players Tour Championship de la Asociación Mundial de Billar y Snooker Profesional y es organizado por la Asociación de Billar y Snooker de Gibraltar.
En el año 2021 se jugó en Milton Keynes debido a las restricciones por la pandemia de COVID-19 en Gibraltar.

## Palmarés
Lista de ganadores:
| Año                                  | Ganador                              | Marcador                             | Finalista                            | Lugar                                | Temporada                            |
| Abierto de Gibraltar (ranking menor) | Abierto de Gibraltar (ranking menor) | Abierto de Gibraltar (ranking menor) | Abierto de Gibraltar (ranking menor) | Abierto de Gibraltar (ranking menor) | Abierto de Gibraltar (ranking menor) |
| ------------------------------------ | ------------------------------------ | ------------------------------------ | ------------------------------------ | ------------------------------------ | ------------------------------------ |
| 2015                                 | Marco Fu                             | 4–1                                  | Michael White                        | Estadio de Punta Europa              | 2015-16                              |
| Abierto de Gibraltar (ranking)       |                                      |                                      |                                      |                                      |                                      |
| 2017                                 | Shaun Murphy                         | 4–2                                  | Judd Trump                           | Estadio de Punta Europa              | 2016-17                              |
| 2018                                 | Ryan Day                             | 4–0                                  | Cao Yupeng                           | Estadio de Punta Europa              | 2017-18                              |
| 2019                                 | Stuart Bingham                       | 4–1                                  | Ryan Day                             | Estadio de Punta Europa              | 2018-19                              |
| 2020                                 | Judd Trump                           | 4–3                                  | Kyren Wilson                         | Estadio de Punta Europa              | 2019-20                              |
| 2021                                 | Judd Trump                           | 4–0                                  | Jack Lisowski                        | Marshall Arena, Milton Keynes        | 2020-21                              |
| 2022                                 | Robert Milkins                       | 4–2                                  | Kyren Wilson                         | Estadio de Punta Europa              | 2021-22                              |